# Runenstein von Kjølevik
Der Runenstein von Kjølevik (norwegisch Kjøleviksteinen) wurde 1882 auf dem Hof Kjølevik in der Gemeinde Strand im norwegischen Fylke Rogaland entdeckt. Der Stein befand sich mit der beschrifteten Seite nach unten über dem Eingang eines Kartoffelkellers. Nach der lokalen Überlieferung soll er zusammen mit einem zweiten, nicht mehr vorhandenen Runenstein, in einem kleinen Steinhaufen in der Nähe des Hofes gestanden haben. Folgt man der Überlieferung, so kann von einer kleinen Röse (norw. røys) ausgegangen werden. 
Der Stein aus grobkörnigem, grauem Granit mit einer Länge von 2,70 m, einer maximalen Breite von 53 cm und einer Dicke von 23 cm hat eine gestreckte, unregelmäßige und sich nach oben verjüngende Form sowie ein gerades, unteres Ende.

## Die Inschrift
Die dreizeilige Inschrift verläuft von unten nach oben auf der Breitseite des Steins. Die erste Zeile beginnt im unteren Teil und endet ungefähr in der Mitte des Steins. Sie führt direkt an der Längskante entlang, was für norwegische Steine nicht untypisch ist. Durch einen Riss im oberen Bereich sind einige Runen beschädigt. Die beiden anderen leicht versetzten Zeilen beginnen etwa in der Mitte des Steins.
Das Objekt gehört zu jenen 32 norwegischen Runensteinen, die überwiegend zu Grabdenkmälern gehörten. Wegen der Fundumstände kann die Archäologie keinen Beitrag zur Datierung dieses Steins leisten. Die schwer lesbare Inschrift ist eine der wenigen mit Runen in älteren Futhark und datiert, wie ähnliche Steine zeigen, in die Eisenzeit etwa 400–450 n. Chr.

## Kulturhistorische Interpretation
Es ist nicht zu ermitteln, ob der Stein einem sozialgeschichtlich-kulturhistorisch auffälligen Fundmilieu entstammt, etwa einem reich ausgestatteten Grab oder einem großen Grabhügel. Aus dem weiteren Fundgebiet fehlen archäologisch markante Beobachtungen. Das nächste Großgehöft befand sich im etwa 10 Kilometer südlich gelegenen Ort Strand. Dessen Sonderstellung wird durch einen Schatzfund, ein reich ausgestattetes Waffengrab, vier Nausts, ein Reitergrab der Wikingerzeit sowie eine mittelalterliche Holzkirche angezeigt. 
Der Stein wurde 1883 nach Kristiania, heute Oslo, überführt. Er ist in der Archäologischen Sammlung der Universität Oslo ausgestellt. Die 1982 gefertigte Nachahmung des Kjølevik-Steins (sie ist keine echte Kopie) befindet sich am Fundort.
In der Nähe steht der Bautastein von Store Bjelland.